# Хольманн, Кнут
Кнут Хольманн (норв. Knut Holmann, род. 31 июля 1968, Осло) — норвежский спортсмен, специалист в гребле на байдарках. Трёхкратный олимпийский чемпион, четырёхкратный чемпион мира.

## Карьера
Хольман родился в Осло в 1968 году.
Свою первую медаль завоевал на чемпионате мира по гребле на байдарках и каноэ в Познане в 1990 году. С тех пор на чемпионатах мира Хольманн завоевал ещё 3 золотых медали, а также 5 серебряных и 4 бронзовые.
Первые олимпийские медали Хольманн завоевал в 1992 году в Барселоне, на этих Играх он выиграл 2 медали: одну серебряную в соревнованиях байдарок-одиночек на дистанции 1000 метров и одну бронзовую в байдарках-одиночках на дистанции 500 метров. Первое олимпийское золото Хольманн завоевал в 1996 году на Олимпиаде в Атланте, победив в заезде байдарок-одиночек на дистанции 1000 метров. Всего на счету Хольманна 3 золотые медали летних Олимпийских игр, а также 2 серебра и 1 бронза.